# Ruvuma (fiume)
Il Ruvuma (conosciuto anche con il nome di Rovuma) è un fiume dell'Africa orientale, tributario dell'oceano Indiano. Scorre per gran parte del suo corso delineando il confine tra gli Stati del Mozambico e della Tanzania.
Ha una lunghezza di 800 km con un bacino idrografico di 155.500 km². La sua portata media è di 475 m³/s.
Le fonti del fiume Ruvuma sono a 900 metri d'altezza, a 50 km a sud-ovest della città tanzaniana di Songea, a est del Lago Malawi.